# Петер Јакаб
Петер Јакаб (мађ. Jakab Péter; Мишколц, 16. август 1980) мађарски је политичар, посланик у Народној скупштини Мађарске и председник десничарске опозиционе странке Јобик.

## Биографија
Петер Јакаб је рођен 16. августа 1980. године у Мишколцу. Дипломирао је на Универзитету у Мишколцу 2004.
Од 2009. до 2010. године био је наставник историје у ромској средњој школи и мањинској стручној школи Кали Јага у Мишколцу. Увек је отворено говорио о свом јеврејском пореклу. Његов прадеда је умро у Аушвицу, његова баба је примила хришћанство 1925. године.
На парламентарним изборима 2018. године изабран је за народног посланика.
Од фебруара до јуна 2019. године био је заменик лидера посланичке групе Јобик.
Од јуна 2019. године је лидер посланичке групе Јобик, а јануара 2020. године је изабран за председника Јобика.
Питер Јакаб је 25. јануара 2021. године донео одлуку да ће се кандидовати за место премијера Мађарске.